# Pérola Negra (telenovela)
Pérola Negra é uma telenovela brasileira que foi produzida e exibida pelo SBT em 9 de novembro de 1998 até 18 de junho de 1999 em 197 capítulos. Substituiu Fascinação e foi substituída por A Usurpadora, encerrando a dramaturgia da emissora naquele momento. A novela foi gravada em 1997, foi exibida um ano e meio depois.
A trama é baseada na telenovela argentina Perla Negra, de Enrique Torres. Adaptada por Henrique Zambelli, teve a supervisão de texto de Crayton Sarzy. A direção foi de Antonino Seabra, Henrique Martins e Nilton Travesso, com direção geral de Antonino Seabra.
Contou com as atuações de Patrícia de Sabrit, Dalton Vigh, Maximira Figueiredo, Cibele Larrama, Fábio Cardoso, Martha Mellinger, Luiz Baccelli e Cléo Ventura nos papeis principais.

## Antecedentes
Em 1993, o SBT parou de comprar telenovelas da Televisa e começou a investir em produções brasileiras. Logo, em 1994, Sílvio de Abreu e Rubens Ewald Filho adaptaram Éramos Seis de um romance homônimo de Maria José Dupré. Esta superou a meta de 10 pontos, alcançando índices satisfatórios e a premiação do Troféu Imprensa de melhor novela. Após tal sucesso, Lauro César Muniz escreveu As Pupilas do Senhor Reitor, baseando-se em um folhetim português.
Portanto, Sangue do Meu Sangue foi escrita em 1995 por Paulo Figueiredo e Rita Buzzar em uma refilmagem da obra de Vicente Sesso. Desde então, a emissora fez parcerias com a Ronda Studios e a JPO Produções. Com a volta às compras de romances mexicanos, a direção de teledramaturgia do SBT decidiu fazer um teste: colocar no ar três telenovelas brasileiras, simultaneamente, no horário nobre. As três telenovelas brasileiras foram Colégio Brasil, Antônio Alves, Taxista e Razão de Viver.

## Enredo
A trama se inicia quando uma recém-nascida, é deixada no colégio interno St. Mathilda High School por uma mulher misteriosa que convence Miss Helen, a diretora do colégio, a cuidar da garota até esta completar a maioridade. Em troca disso, ela receberia 22 pérolas negras muito valiosas que excediam o valor das mensalidades e, a garota deveria receber a última pérola quando completasse 21 anos. Sem mais informações sobre a origem da menina, a diretora se encarrega de sua admissão no colégio, dando-lhe o nome de Pérola Marques. 
Ainda criança ela conhece Eva, uma órfã que se torna sua melhor amiga e que foi deixada no colégio aos oito anos. Diferente de Pérola, Eva tem uma família, porém o único membro que a visita com frequência é seu avô paterno. Carlos é um homem bondoso e que se preocupa de verdade com a menina, enquanto os demais membros da família ignoram totalmente a sua existência, principalmente sua avó. Rosália, é uma mulher infeliz e amargurada, que se finge de cega e detesta a neta, responsabilizando-a pelo acidente que tirou a vida de seu filho. Já adultas, Eva e Pérola mantém a amizade de infância. Prestes a terminarem o colegial, as duas fazem grandes planos para quando saírem do internato, mas tudo muda quando Eva muito ingênua, se apaixona por Tomás. Este é um mulherengo que também já tinha tentado conquistar sua melhor amiga. Pérola enxerga as intenções dele e percebe que o rapaz só deseja se divertir com Eva, mas ela a acusa de querer roubar seu namorado, provocando o rompimento entre as duas. Tomás ilude Eva com falsas promessas e consegue dormir com ela, que acaba engravidando. Ele, por sua vez, depois de conseguir o que queria, vai embora da cidade. Ao descobrir da gestação, Eva fica desolada e implora o perdão da amiga. Miss Helen decide enviá-la para a casa de um casal de caseiros onde ela ficaria até dar à luz. Eva conta com o apoio do avô e da amiga, que promete que o bebê será filho das duas. Ao nascer, Eva registra o bebê como Carlos Tomás.
Alguns meses depois, o avô de Eva falece, o que a deixa desesperada. Ela então descobre que o avô deixou toda sua fortuna para ela, que deveria retornar a mansão o quanto antes. Rosália se enfurece por Carlos ter deixado tudo para a neta e jura vingança. Eva deixa Carlinhos na casa do casal que a acolheu na gestação e promete vir buscá-lo assim que puder. Pérola, que acompanharia a amiga, recebe de Miss Helen a misteriosa pérola negra, uma pista do seu passado oculto. Durante a viagem de carro até a capital elas sofrem um terrível acidente onde Eva acaba morrendo. Dias depois, Pérola acorda do coma, não muito ciente do que houve, e se desespera ao saber da morte de sua amiga. Ela percebe que todos acreditam que ela é Eva, já que, sem perceberem os documentos de cada uma pararam na bolsa da outra. Com isso ela vai parar na casa da família da amiga. 
Pérola tenta desfazer o mal-entendido, mas pensa no menino Carlinhos que acabaria num orfanato caso tudo fosse esclarecido. Pérola se passa pela amiga e encontra pessoas extremamente ambiciosas e capazes de tudo pelo dinheiro da empresa. É lá também onde reencontra o cafajeste que enganou sua melhor amiga e decide se vingar dele, tornando-se a presidente da Nerta Cosméticos. Ela causa muitas confusões na vida das pessoas que a desprezam e trabalha para superar a rival Acquarel Cosméticos, comandada por Tomás, que tenta a todo custo conquistá-la, já que ele acreditava que sua noiva Malvina ficaria na presidência e possibilitaria assim uma fusão entre as empresas. 
Sua indiferença em relação a ele acaba fazendo com que Tomás se apaixone de verdade. Pérola também se apaixona, mas luta com todas as forças contra este sentimento, tentando priorizar sua vingança. Eva ainda tem que enfrentar a fúria de sua prima noiva de Tomás, além de sofrer nas mãos de Rosália, que esconde o parentesco entre ambas, sempre com muito ódio e capaz de todas as maldades para fazê-la desistir da herança e também da presidência. Tudo se complica quando Pérola descobre que o bebê Carlinhos possui imunodeficiência primária, e ela passará a lutar com todas as suas forças para salvar seu filho. 
Com isso, seu segredo ficará ameaçado, pois terá que revelar a verdade a Tomás para que ele possa doar medula ao filho. Entre tantos contratempos, aos poucos Pérola vai juntando os mistérios que envolvem seu passado, descobrindo pistas que ligam sua vida a família Pacheco Oliveira e acaba montando um verdadeiro quebra-cabeça, que finalmente esclarecerão sua verdadeira filiação.

## Elenco
| Intérprete            | Personagem                                                                           |
| --------------------- | ------------------------------------------------------------------------------------ |
| Patrícia de Sabrit    | Pérola Pacheco Oliveira Weinstein / Eva Pacheco Oliveira (Evinha) (falsa) / Patrícia |
| Dalton Vigh           | Tomás Álvares Toledo                                                                 |
| Maximira Figueiredo   | Rosália Pacheco Oliveira                                                             |
| Cibele Larrama        | Malvina Isabel Pacheco Oliveira Baggio                                               |
| Fábio Cardoso         | Laureano Pacheco Oliveira Baggio                                                     |
| Martha Mellinger      | Miss Helen Clinton / Neusa Helena Marques Montefiori                                 |
| Luiz Baccelli         | Dr. Benjamin Weinstein                                                               |
| Cléo Ventura          | Renata Álvares Toledo                                                                |
| Luiz Carlos de Moraes | Fernando Álvares Toledo                                                              |
| Renato Modesto        | Fernando Álvares Toledo Júnior (Júnior)                                              |
| Lia de Aguiar         | Branca Pacheco Oliveira Baggio                                                       |
| Manitou Felipe        | Augusto Perez                                                                        |
| Marcela Leal          | Ana Maria Rodrigues (Aninha)                                                         |
| Ângela Dip            | Ivone Pereira                                                                        |
| Blota Filho           | Zacarias Gomes                                                                       |
| Mariana Dubois        | Lucila Álvares Toledo                                                                |
| Beto Bittencourt      | Elias Pacheco Oliveira Baggio                                                        |
| Vanusa Spindler       | Eva Pacheco Oliveira (Evinha)                                                        |
| Marcos Mello          | Matias Weinstein                                                                     |
| Tadeu Menezes         | Dante Andrade Xavier                                                                 |
| Maristane Dresch      | Malu Duarte                                                                          |
| Karina Cataldo        | Teresa                                                                               |
| Teresa Morrone        | Kátia                                                                                |
| Giovanne Paravela     | Carlos Pacheco Oliveira Álvares Toledo (Carlinhos)                                   |

### Participações especiais
| Intérprete             | Personagem                    |
| ---------------------- | ----------------------------- |
| Maria Fernanda Cândido | Manuela                       |
| Rildo Gonçalves        | Carlos Pacheco Oliveira       |
| Osvaldo Campozana      | Dr, Modesto Ferreira          |
| Rosa de Mendonça       | Bruna Pacheco Oliveira Baggio |
| Roney Facchini         | Leon Weinstein                |
| Lu Grimaldi            | Dirce                         |
| Homero Kossac          | Horácio Camargo               |
| Cynthia Benini         | Sônia                         |
| André Garolli          | Leonardo Bastos               |
| Josmar Martins         | Guido Terzana                 |
| Ana Paula Aquino       | Beth                          |
| Jorge Cerruti          | Alan                          |

## Produção
Em janeiro de 1997 a direção do SBT aprovou a produção de um remake da telenovela argentina Perla Negra, original de Enrique Torres, deixando para Henrique Zambelli a função de adaptar a obra para o Brasil. Para o elenco principal foram aprovados a inclusão de apenas 20 atores, uma redução significativa no elenco em relação a outras telenovelas anteriores. A pré-produção começou em maio de 1997, fazendo análises de custos, escolhas de locações e uma avaliação do perfil dos personagens para a escalação do elenco. As gravações ocorreram nos estúdios 7 e 8 do Complexo Anhanguera, entre julho e dezembro de 1997, mais de um ano antes de sua exibição, o que comprometeu alguns atores a aceitarem papéis em outras emissoras.
A direção chegou a cogitar não exibir a novela devido a dificuldades financeiras para conseguir patrocinadores, decidindo colocá-la no ar apenas em novembro de 1998. Cada capítulo foi orçado em R$ 30 mil reais, um número extremamente menor que o orçamento das telenovelas produzidas pela emissora até então pela crise em que se passava.

### Escolha do elenco
O casal real Vanusa Spindler e Alexandre Paternost chegaram a ser cotados por Nilton Travesso para formar o par central da novela, [carece de fontes?] mas no final acabaram optando pela contratação de Patrícia de Sabrit e Dalton Vigh. Ela advindo de papéis de destaque na Rede Globo e ele havia sido destaque na telenovela anterior da emissora, Os Ossos do Barão para incorporar os protagonistas. Vanusa acabou sendo incluída no elenco principal no papel de Eva. Mariana Dubois foi aprovada nos testes após destacar-se como modelo publicitária. Maximira Figueiredo foi convidada especialmente pelo autor, que admirava seu trabalho como dubladora.

## Trilha sonora
A música escolhida para ser o tema de abertura foi "Tudo Por Nada", interpretada por Paulo Ricardo, uma versão da música "My Heart Can't Tell You No", composta por Dennis Morgan e Simon Climie, gravado inicialmente pelo artista de pop rock britânico Rod Stewart. Outras músicas que foram usadas como temas e trilhas para a novela são, "Evidências" por Augusto José, tema de Renata; "Me Liga" de Patrícia Marx, tema de Lucila e Elias; "Tudo é Fantasia" de Cabeça de Nego, tema de Malvina; "Abrázame" de Simone, Rafael Basurto e Trio Los Panchos; "My Heart Can't Tell You No" de Rod Stewart; "Just My Imagination" de The Temptations; "Cadê Você" de Yara Figueiredo, tema geral; "Fragile" de Leo Gandelman, tema de Pérola e Tomás; "The Amen" de Mladen Franko; "Bright Shining Litght" de Mladen Franko; "Wistful Afternoon" de Michael Joseph Shapiro; "Line Of Fire 2" de Matt, Ender e "Flowing River" de Gregor Narholz.

## Exibição
Assim como aconteceu com O Direito de Nascer, Pérola Negra foi apresentada já inteiramente pronta, prevista para estrear em setembro de 1997, ou na segunda quinzena de outubro de 1997, em ambas as datas, para substituir Os Ossos do Barão. Também foi cogitada para março de 1998. Em janeiro de 1998, pela primeira vez como exportadora, o SBT participou do Natpe em Nova Orleans, a principal feira de televisão do continente americano, dividindo um estande com a Telefe, emissora argentina que produziu a versão argentina Perla Negra. Foram oferecidas 11 novelas, sendo duas inéditas no próprio Brasil, Pérola Negra e O Direito de Nascer. Em Portugal, Pérola Negra foi exibida pela TVI.
Sua exibição inédita ocorreu entre 9 de novembro de 1998 e 18 de junho de 1999, exibida de segunda a sábado, em 197 capítulos, substituindo Fascinação e sendo substituída por A Usurpadora, no horário das 20h00.
Foi reapresentada pela primeira vez entre 9 de agosto de 2004 e 15 de abril de 2005, em 180 capítulos, substituindo Pícara Sonhadora e sendo substituída por Pequena Travessa. Inicialmente foi exibida às 13h15 e, posteriormente, transferida para às 14h15 da tarde, exibida de segunda a sexta.[carece de fontes?]
Foi reapresentada pela segunda vez entre 12 de julho de 2010 e 26 de abril de 2011 em 205 capítulos, foi exibida às 14h15 da tarde, substituindo Cinema em Casa e sendo substituída por Amigas & Rivais.
Foi reapresentada pela terceira vez entre 29 de junho e 11 de dezembro de 2015 em 120 capítulos, foi exibida às 15h45 da tarde, substituindo Maria Esperança e sendo substituída por Cuidado Com o Anjo.

## Audiência
Exibição Original
Na exibição inédita, Pérola Negra tinha média entre 16 e 19 pontos de audiência. Em sua reta final, chegou a bater recorde de 20 pontos de audiência. Teve uma média geral de 16 pontos, se tornando um sucesso para o horário.
Reprises
Na primeira reprise, chegou a ficar mais de uma vez em primeiro lugar com médias de até 15 pontos, e empatando com a Rede Globo, que no horário reapresentava Terra Nostra, e depois Deus nos Acuda, no Vale a Pena Ver de Novo. Na segunda reprise, junto com Esmeralda, aumentaram em 50% a média vespertina do SBT, que com o Cinema em Casa ficava em 4 pontos, que chegou a 6 pontos.
Em sua terceira reprise, estreando em 29 de junho marcou 8 pontos mantendo o SBT na vice-liderança.  No decorrer, esses números foram caindo, a trama conseguia manter em torno de 7 e 8 pontos no IBOPE, e sempre garantindo a vice-liderança com facilidade para o SBT. Mesmo assim, a novela sofreu alguns cortes e terminou com 120 capítulos. O último capítulo garantiu a vice-liderança isolada, atingindo 7 pontos contra 4 pontos da Rede Record. A trama teve média geral de 6 pontos, cumprindo a meta de audiência estabelecida pelo horário.

## Relacionados
- Perla Negra, história original escrita por Enrique Torres e produzida por Raúl Lecouna para a argentina Telefe e exibida entre 1994 e 1995, em 200 capítulos. Protagonizada por Andrea Del Boca, Gabriel Corrado, com a participação antagônica de Millie Stegman e da primeira atriz Maria Rosa Gallo.
- Em 1998 a emissora mexicana TV Azteca realizou uma versão desta telenovela chamada Perla, com 208 capítulos e protagonizada por Silvia Navarro e Leonardo García Vale.
- Em 2012, a mexicana Argos Comunicación realizou uma versão para a emissora estadunidense Telemundo, com o nome de Rosa Diamante e protagonizada por Carla Hernández e Mauricio Ochmann.